# Jerzy Bułharyn
Jerzy Skenderbeg Bułharyn herbu Bułat (ur. 23 kwietnia 1798 w Płaskowcach, zm. 29 października 1885 w Georgetown, Jersey) – generał, założyciel loży karbonarskiej we Lwowie, dowódca 7 pułku ułanów Królestwa Kongresowego i pułku jazdy polskiej okresu zaborów sformowanego z ochotników w styczniu 1831 roku, oraz 2 pułku jazdy augustowskiej.

## Życiorys

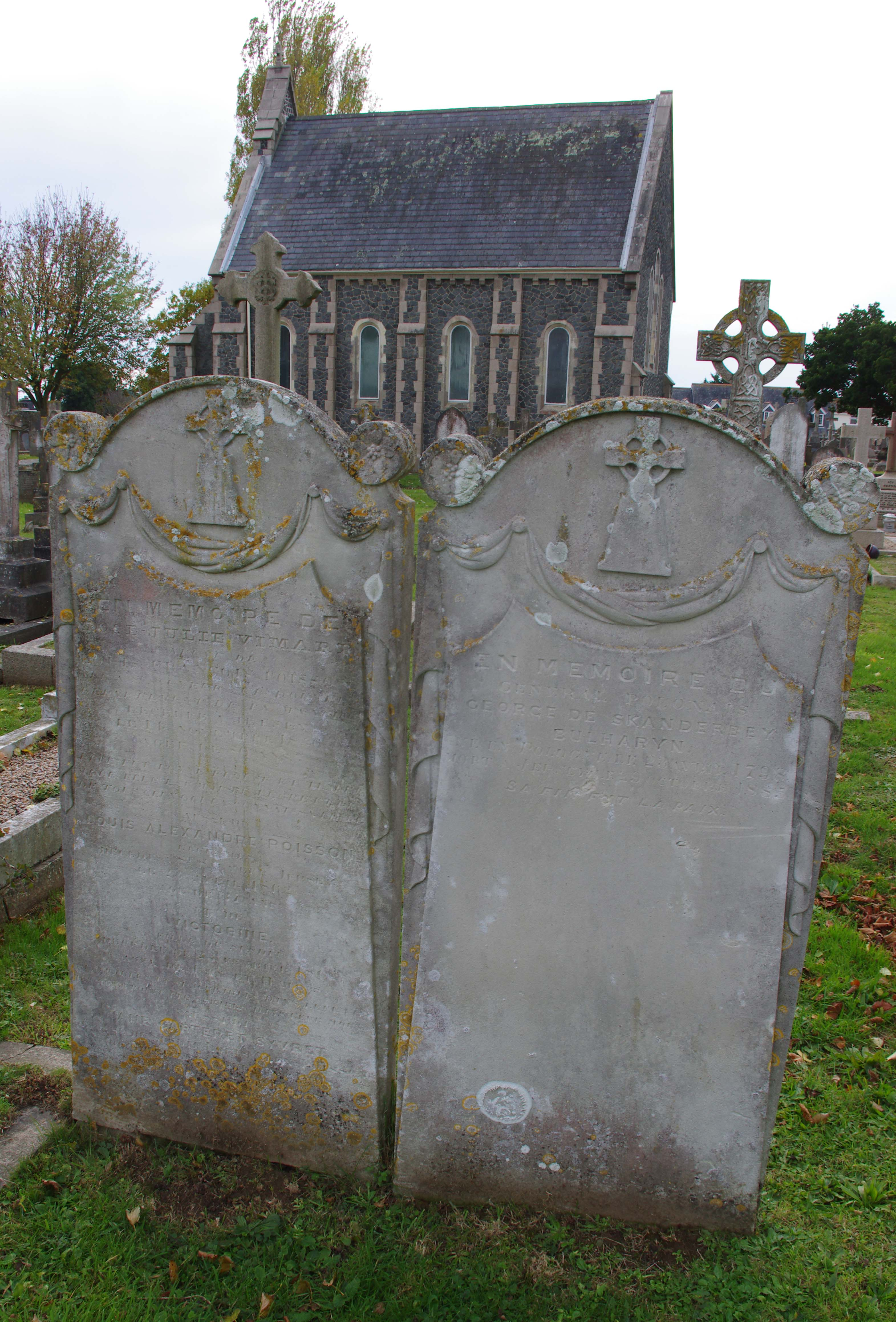
Nagrobek Jerzego Bułharyna (po prawej) na cmentarzu Almorah w Saint Helier, Jersey. Po lewej grób członków rodziny Poisson, w której domu Bułharyn zamieszkiwał.

Pochodził z odłamów rodziny albańskiej osiadłej w Polsce. Urodził się w rodzinie ziemianina. Legitymował się herbem Bułat.
Brał udział w powstaniu listopadowym jako jeden z dowódców, pełnił funkcję majora 2 pułku krakusów i komendanta 7 pułku ułanów; 24 czerwca 1831 został odznaczony Złotym Krzyżem Orderu Virtuti Militari.
Od 1832 roku przebywał w zakładzie dla uchodźców polskich w Besançon. Od 1833 roku żył jako dzierżawca na Węgrzech w Sobrance Hrabowej Roztoki przy granicy w Karpatach.
Na zakup amunicji do powstania krakowskiego przesłał mu pieniądze Franciszek Wiesiołowski przez swojego brata Michała.
Mjr Jerzy Bułharyn jako Naczelnik Wojenny Obwodu Sanockiego 18 lutego 1846 r. przybył do punktu zbornego w Cisnej. Planował równoczesny atak na Dobromil i Sanok. W Cisnej sformował z pracowników huty oddział, który poprowadził na Sanok, rozbrajając po drodze placówki straży skarbowej i łącząc się z innymi grupami powstańczymi. Na czele z Sylweriuszem Brześciańskim od Przełęczy Łupkowskiej, z okolic Kalnicy i z Leska, miał atakować Sanok, dowodząc siłami miejscowymi i słowackimi.
21 lutego 1846 r. Jerzy Bułharyn poprowadził powstańców z południowej części obwodu sanockiego, którzy poszli na północ, w celu opanowania Sanoka. Przyszli z trzech szlaków: z Cisnej przez Baligród, z Lutowisk oraz z Ustrzyk Dolnych i z Ustjanowej. 180 uczestników spotkało się w Uhercach, gdzie Jerzy Bułharyn zaczął formować oddziały, które złożyły  przysięgę. Nękani po drodze przez chłopów ze Stefkowej, dotarli do wsi Zahutyń pod Sanokiem. Po kilku potyczkach, przy dojściu do Zahutynia, Jerzy Bułharyn, dowodząc 180 powstańcami i nie mając wsparcia od północy, nie zaatakował Sanoka.
Nie dotarły też inne umówione oddziały, wskutek wystąpień zbuntowanych chłopów np. pod Haczowem. Bułharyn z grupką 20 zbrojnych wrócił 22 lutego do Cisnej i przekroczył granicę węgierską w Roztokach.
Jesienią 1848 roku podpułkownik Jerzy Bułharyn organizował Legion Polski na Węgrzech. Od stycznia 1849 roku – został pułkownikiem i dowódcą dywizji. Na emigracji w Turcji Lajos Kossuth mianował go generałem brygady. Za swoją służbę został odznaczony węgierskim powstańczym Orderem Zasługi Wojskowej II klasy
Następnie przebywał w Londynie, na wyspie Jersey, utrzymując kontakty z emigracją. Zmarł w 1885 i został pochowany na cmentarzu Almorah w St Helier, na wyspie Jersey.
Jego żoną była Karolina, z domu Rogalska, z którą miał dwóch synów i cztery córki.
Jego bratem był Joachim Bułharyn, kapitan 1 pułku strzelców konnych, również odznaczony Złotym Krzyżem Orderu Virtuti Militari 15 września 1831.